# Тацуо Нагай
Тацуо Нагай (на японски: 永井 龍男 Nagai Tatsuo) е японски журналист, поет и писател на произведения в жанра съвременен роман и драма отразяващ периода Шова в Япония. Пише хайку под псевдонима Томонкио.

## Биография и творчество
Тацуо Нагай е роден на 20 май 1904 г. в кв. Саругакучо, Токио, Япония, в бедно семейство. Принуден е да напусне основното училище след като баща му заболява тежко и умира. Още в училище проявява литературен талант и започва да пише. На 16 години пише романа „Kappan’ya no Hanashi“, с който участва в литературен конкурс и печели признанието на писателя Кан Кукучи. През 1922 г. негова пиеса печели конкурс за Имперския театър.
През 1924 г. заедно с литературния критик Кобаяши Хидео основават месечното литературно списание „Yamamayu“. Три години по-късно става редактор на списание „Bungei Shunjū“. По-късно участва в учредяването на наградите „Акутагава“ и „Наоки“, в чиито комисии по-късно участва.
През 1934 г. се жени за дъщерята на писателя Масао Куме, с която имат две дъщери. Същата година се преместват в Камакура.
През април 1943 г. пътува до Чанчун, столицата на Манджурия, за да създаде независим клон на „Bungei Shunjū“. По време на Втората световна война работи като военен кореспондент. През март 1945 г. се връща в Токио, за да поеме поста на изпълнителен директор на списанието. След войната обаче през 1947 г. е изключен от обществени служби от окупационните власти заради военновременната си дейност. За да се издържа става репортер на вестник „Asagiri“.
Публикува серия от кратки разкази, които му печелят репутацията на майстор в жанра. От 1968 г. е член на Японската художествена академия. През 1972 г. получава наградата „Кан Кукучи“. През 1974 г. той е удостоен с Ордена на Светото съкровище и наградата за литература „Кавабата“. През 1981 г. награден с Ордена на културата от японското правителство.
От 1985 г. до смъртта си е директор на литературния музей „Камакура“.
Тацуо Нагай умира от инфаркт на 12 октомври 1990 г. в Камакура, Канагава, Япония. Погребан е в храма „Сайкай-джи“ в кв. Мита на Токио.

## Произведения
частично
- Kappan’ya no Hanashi,活版屋の話 (1920)
- Su no naka (1934)
- Warui garasu (1935)
- Tebukuro no katappo (1943)
- Kuroi Gohan,黒い御飯 ()
- Mikan,蜜柑 ()
- Ikko,一個 ()
- Aki, 秋 (1975)
- Karendā no Yohaku,カレンダーの余白 ()
- Waga Kirinukichō yori,わが切抜帖より ()
- Yugokoro,夕ごころ ()
- Osagiri (1949)
- Aodensha (1950)
- Kaze futatabi (1951)

### Издадени в България
- Утринна мъгла, изд.: „Народна култура“, София (1973), прев. Христо Кънев

### Екранизации
- 1950 Aa, kono ikkyû
- 1953 Ashita wa dotchi da